# Jan Blahoslav
Jan Blahoslav (20 de febrero de 1523 - 24 de noviembre de 1571) fue un escritor humanista checo, poeta, traductor, etimólogo, gramático, teórico de la música y compositor. Era un obispo de la Unitas Fratrum quey tradujo el Nuevo Testamento al idioma checo en 1564. Más tarde se incorporó a la Biblia de Kralice.

## Biografía
Blashoslav nació en Přerov un pueblo en la región de Olomouc de la República Checa. Estudió con los maestros Listenius y Hermann Finck en la Universidad de Wittenberg en 1544. En Wittenberg conoció a Martin Lutero y Philipp Melanchthon. Después de un corto período en Mladá Boleslav (1548-1549) continuó su formación en Königsberg y Basilea .
Fue un excelente lingüista que intentó preservar los orígenes de su lengua materna y la cultura de su país. En 1557 se convirtió en obispo de Moravia; al año siguiente se instaló en Ivančice. Hacia el final de su vida se mudó a Moravský Krumlov, donde murió, tenía 48 años.

## Obras
- O původu Jednoty
- Filipika proti misomusům
- Gramatika česká
- Bratrský archiv
- Naučení mládencům
- Akta Jednoty bratrské
- Rejstřík skladatelů bratrských písní

Obras musicales
- Muzika (Olomouc, 1558)
- Šamotulský kancionál (1561)
- Věčný králi, pane náš (1940)